# 카플란 1세 기라이

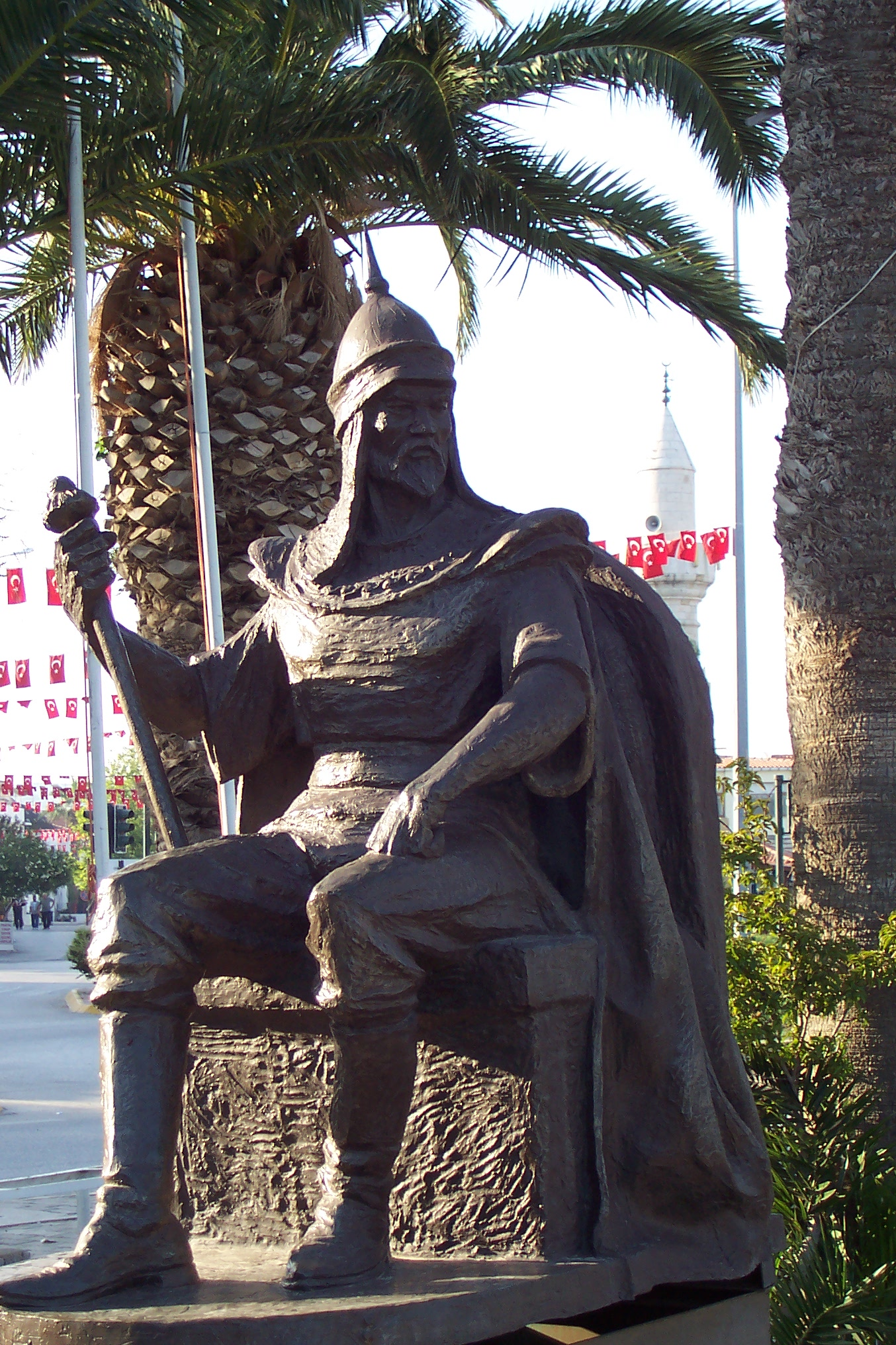

카플란 기레이(크림 타타르어: I Qaplan Geray ١ قاپلان كراى; 1678—1738)는 크림 칸국의 칸이다. 1707년에 크림 칸국의 칸이 되면서 3천명의 카바르다 노예를 징발해달라고 요구했다. 카플란 기레이는 카바르다가 노예를 보내는 것에 적극적이지 않자, 군대를 보내었다. 그러나 카바르다는 카플란의 군대를 격퇴하고, 카플란 기레이는 무슬림이던 노가이 민족에게로 도망쳤고, 그의 평생에 크림 칸국으로 돌아가지 못했다.

## 참고 문헌
정세진. 《제정 러시아의 정교 이데올로기와 무슬림과의 관계》 (학위논문). 109쪽.
| 전임 가지 3세 기라이 | 크림의 칸 1707년 ~ 1708년 | 후임 데블렛 3세 기라이 |

| 전임 데블렛 2세 기라이 | 크림의 칸 1713년 ~ 1715년 | 후임 데블렛 3세 기라이 |

| 전임 메잉리 2세 기라이 | 크림의 칸 1730년 ~ 1736년 | 후임 페티 2세 기라이 |